# Martin von Wahrendorff
Martin von Wahrendorff (26. November 1789–20. Januar 1861 in Stockholm) war ein schwedischer Diplomat und Entwickler des ersten modernen Geschützes mit Hinterladung.

## Leben
Der Großvater des Martin von Wahrendorff, Joachim Daniel Wahrendorff (1726–1803), war 1760 aus Mecklenburg nach Schweden ausgewandert. Durch seine erfolgreiche Arbeit als Kaufmann konnte er 1772 die als Geschützgießerei bekannte Eisenhütte in Åkers styckebruk erwerben. Martins Vater, Anders von Wahrendorff, wurde mit seinen drei Brüdern im Jahre 1805 in den Adelsstand erhoben.
Martin von Wahrendorff wurde Diplomat; er war u. a. schwedischer Geschäftsträger in London, Oberzeremonienmeister und Hofmarschall. Der Auslöser der Beschäftigung mit der damals viel erörterten Thematik der Hinterladegeschütze war sein Aufenthalt in Sankt Petersburg im Jahre 1837. Wahrendorff beobachtete dort die Versuche eines englischen Offiziers.
Wahrendorff experimentierte zunächst erfolglos und konnte die mangelhafte Verschlusstechnik nicht verbessern. Der Durchbruch kam erst, als sein Werkmeister Anders Moberg einen federnden Ring entwickelte, der durch den Gasdruck fest gegen die Wand der Geschützkammer gepresst wurde. Wahrendorff und Moberg zerstritten sich jedoch später. Moberg bestand darauf, der wirkliche Erfinder des Hinterladergeschützes zu sein. Wahrendorff setzte Malmgren als Nachfolger Mobergs ein; dieser verbesserte das Geschütz weiter. Auch entwickelte Wahrendorff für die schweren Geschütze seiner Bauart eine gusseiserne Lafette.
Der piemontesische Offizier Giovanni Cavalli, welcher zu der Zeit nach Schweden abkommandiert war, schlug Wahrendorff vor, eine gezogene Laufseele anzuwenden. Auch dieser Vorschlag war an sich nicht neu; Johann Nikolaus von Dreyse entwickelte um 1840 mit dem Dreyse-Zündnadelgewehr das erste gezogene Hinterladegewehr. Wahrendorff griff die Anregung auf und innerhalb eines Monats erstand in Åkers styckebruk eine einfache Ziehmaschine, mit der ein Vierundzwanzigpfünder (Kaliber 15 cm) mit 20 Kaliberlängen mit zwei Zügen versehen wurde. Das erste Probeschießen fand am 27. und 28. April 1846 statt. Dabei wurden gusseiserne Spitzgeschosse mit angegossenen Flügeln benutzt, die sich in die Züge legten. Die angegossenen Flügel wurden später von Malmgren durch ein Führungsband aus Blei ersetzt.
Der gezogene Hinterlader und die Spitzgeschosse zeigten gegenüber den glatten Vorderladern mit Kanonenkugeln einige Vorteile: die Schussweite war wesentlich größer, die Streuung war wesentlich geringer und man konnte die Geschosse mit Aufschlagzündern versehen, da diese mit der Spitze voran aufschlugen.
Wahrendorff ließ sich das Geschütz in vielen Staaten patentieren. Die schwedische Artillerie verhielt sich dem neuen Geschütz gegenüber ziemlich ablehnend, da es als zu kompliziert erschien. Dagegen fand es im Ausland starke Beachtung und wurde in Preußen, Österreich und Russland eingeführt. Auch wenn zu der Zeit andere ähnliche Ideen hatten, war es letztendlich Wahrendorff, der die Artillerie revolutionierte.